# Шицюаньхе
Шицюаньхе́ (кит. 狮泉河镇, пін. Shīquánhé, тиб. ནག་ཆུ་གྲོང་རྡལ།; також відоме у англомовних джерелах як Гер (англ. Ger), Гар (англ. Gar), Нгарі (англ. Ngari)) — місто у Тибетському автономному районі на заході Китаю. Є адміністративним центром повіту Гар і регіону Нгарі.

## Географія
Розташоване на плато Чангтан у верхів'ї річки Інд.

### Клімат
Місто знаходиться у зоні, котра характеризується континентальним субарктичним кліматом. Найтепліший місяць — липень із середньою температурою 12.8 °C (55 °F). Найхолодніший місяць — січень, із середньою температурою -12.2 °С (10 °F).
| Клімат Шицюаньхе        | Клімат Шицюаньхе | Клімат Шицюаньхе | Клімат Шицюаньхе | Клімат Шицюаньхе | Клімат Шицюаньхе | Клімат Шицюаньхе | Клімат Шицюаньхе | Клімат Шицюаньхе | Клімат Шицюаньхе | Клімат Шицюаньхе | Клімат Шицюаньхе | Клімат Шицюаньхе | Клімат Шицюаньхе |
| Показник                | Січ.             | Лют.             | Бер.             | Квіт.            | Трав.            | Черв.            | Лип.             | Серп.            | Вер.             | Жовт.            | Лист.            | Груд.            | Рік              |
| Середній максимум, °C   | −4               | −2               | 1                | 7                | 11               | 18               | 21               | 20               | 15               | 8                | 2                | −2,2             | 7                |
| Середня температура, °C | −12              | −9               | −5               | 0                | 3                | 9                | 13               | 13               | 8                | 0                | −7               | −11              | 0                |
| Середній мінімум, °C    | −20              | −17              | −13              | −8               | −4               | 1                | 6                | 6                | 0                | −9               | −16              | −19              | −7               |
| Норма опадів, мм        | 2                | 1                | 2                | 1                | 2                | 3                | 21               | 27               | 6                | 1                | 1                | 1                | 67               |
| ----------------------- | ---------------- | ---------------- | ---------------- | ---------------- | ---------------- | ---------------- | ---------------- | ---------------- | ---------------- | ---------------- | ---------------- | ---------------- | ---------------- |
| Джерело: Weatherbase    |                  |                  |                  |                  |                  |                  |                  |                  |                  |                  |                  |                  |                  |